# كلية الطب (جامعة الموصل)
كلية طب جامعة الموصل هي كلية طب عراقية حكومية تتبع جامعة الموصل. تأسست الكلية عام 1959، وهي بذلك ثانية كليات الطب العراقية من حيث القِدم بعد كلية طب جامعة بغداد التي تأسست سنة 1927.

## نشأة الكلية
في 14 يوليو (تموز) 1959 أُعلن عن تأسيس كلية طب الموصل، وفي سبتمبر (أيلول) من العام ذاته بدأ تسجيل الطلبة بالكلية الناشئة، التي باشرت وزارة الصحة بأعباء إدارتها بشكل مستقل في عامها الأول، وفي العام التالي (1960) ألحقت كلية طب الموصل بجامعة بغداد ودُمجت بها لتبقى على ذلك سبع سنوات متتالية، وفي الأول من أبريل (نيسان) 1967 صارت كلية طب الموصل واحدة من كليات جامعة الموصل.

## فروع الكلية
عدد فروع كلية طب الموصل إثنا عشر فرعًا هي:
1. فرع الطب الباطني
2. فرع الجراحـة
3. فرع النسائية
4. فرع طب الأطفال
5. فرع طب المجتمع
6. فرع التشريح
7. فرع الأحياء المجهرية
8. فرع علم الأمراض
9. فرع الأدوية
10. فرع الفسلجة الطبية
11. فرع الكيمياء الحياتية

## الدرجات العلمية التي تمنحها الكلية
تمنح كلية الطب بجامعة الموصل الدرجة الجامعية الأولى في مجال الطب (بكالوريوس الطب والجراحة) إلى جانب درجات الدراسات العليا (الدبلوم والماجستير والدكتوراه والبورد العراقي).

## خريجون بارزون
- إبراهيم الجعفري
- حاتم رضا جرار
- خضير المرشدي
- عبد السلام عبد الله العاني
- مزاحم الخياط
- نجم الدين كريم
- وليد الصراف